# Mahezomus apicoporus
Genre
Espèce
Statut de conservation UICN

 CR B1ab(i,ii,iii,iv) : 
En danger critique
Mahezomus apicoporus, unique représentant du genre Mahezomus, est une espèce de schizomides de la famille des Hubbardiidae.

## Distribution
Cette espèce est endémique de Mahé aux Seychelles,.

## Publication originale
- Harvey, 2001 : The Schizomida (Arachnida) of the Seychelle Islands. Invertebrate Taxonomy, vol. 15, no 5, p. 681-693.